# Хрушевец Купљенски
Хрушевец Купљенски је насељено место у саставу Града Запрешића у Загребачкој жупанији, Хрватска. До територијалне реорганизације у Хрватској налазио се у саставу старе загребачке приградске општине Запрешић.

## Становништво
На попису становништва 2011. године, Хрушевец Купљенски је имао 432 становника.

## Попис1991.
На попису становништва 1991. године, насељено место Хрушевец Купљенски је имало 450 становника, следећег националног састава:
| Попис 1991.‍  | Попис 1991.‍  | Попис 1991.‍ | Попис 1991.‍ | Попис 1991.‍ |
| ------------ | ------------ | ----------- | ----------- | ----------- |
|              |              |             |             |             |
| Хрвати       | Хрвати       |             | 433         | 96,22%      |
| Срби         | Срби         |             | 2           | 0,44%       |
| неопредељени | неопредељени |             | 4           | 0,88%       |
| непознато    | непознато    |             | 11          | 2,44%       |
| укупно: 450  |              |             |             |             |